# Hankels Ablage

Hankels Ablage auf einer Postkarte, um 1910

Hankels Ablage war ein Lagerplatz für Holz an der Dahme auf dem Gebiet der ehemaligen Gemeinde Miersdorf unmittelbar südlich der heutigen Berliner Stadtgrenze. Sie ist der Schauplatz einiger wichtiger Szenen aus Theodor Fontanes Roman Irrungen, Wirrungen und war zugleich der Aufenthaltsort des Dichters, als er 1884 an diesem Werk arbeitete.

## Geschichte
Als eine Ablage wurde ein Lagerplatz für Holz etc. bezeichnet, das dort darauf wartete, per Schiff weitertransportiert zu werden. Hankels Ablage ist nach der Familie Hankel benannt, die über Generationen dort ansässig war. Friedrich Hankel erhielt 1789 ein Grundstück von einem Morgen Größe in Erbpacht und gründete dann die Ablage an der Dahme mit einem Fischerhaus. 1866 setzte August Hankel durch, dass ein Haltepunkt der Görlitzer Bahnstrecke eingerichtet und ebenfalls Hankels Ablage genannt wurde. Im Gegensatz zu diesen historisch überlieferten Fakten spricht sich der Wirt des gleichnamigen Gasthofes bei Fontane, auch ein Spross der Familie Hankel, eher gegen den Zustrom von Touristen aus, gibt aber zu, dadurch natürlich gutes Geld zu verdienen. Tatsächlich war das Quartier, in dem Fontane den Höhe- und Wendepunkt seines Romans ansiedelt (die Näherin Lene Nimptsch verbringt hier eine Nacht mit ihrem Geliebten Botho von Rienäcker, doch ein Besuch von Regimentskameraden Rienäckers mit ihren Geliebten macht deutlich, dass es sich nur um eine Affäre handeln kann und die Standesschranken nicht überwunden werden können), als „Seglerschloss“ bekannt und ausgesprochen beliebt. Im Jahr 1890 lebten 71 Personen im Ort. Die Bevölkerung stieg im 20. Jahrhundert stark an, so dass 1925 bereits 272 Personen in Hankels Ablage lebten.
Das ehemalige Hotel gehört im 21. Jahrhundert dem DESY Zeuthen und enthält eine kleine Fontaneausstellung.

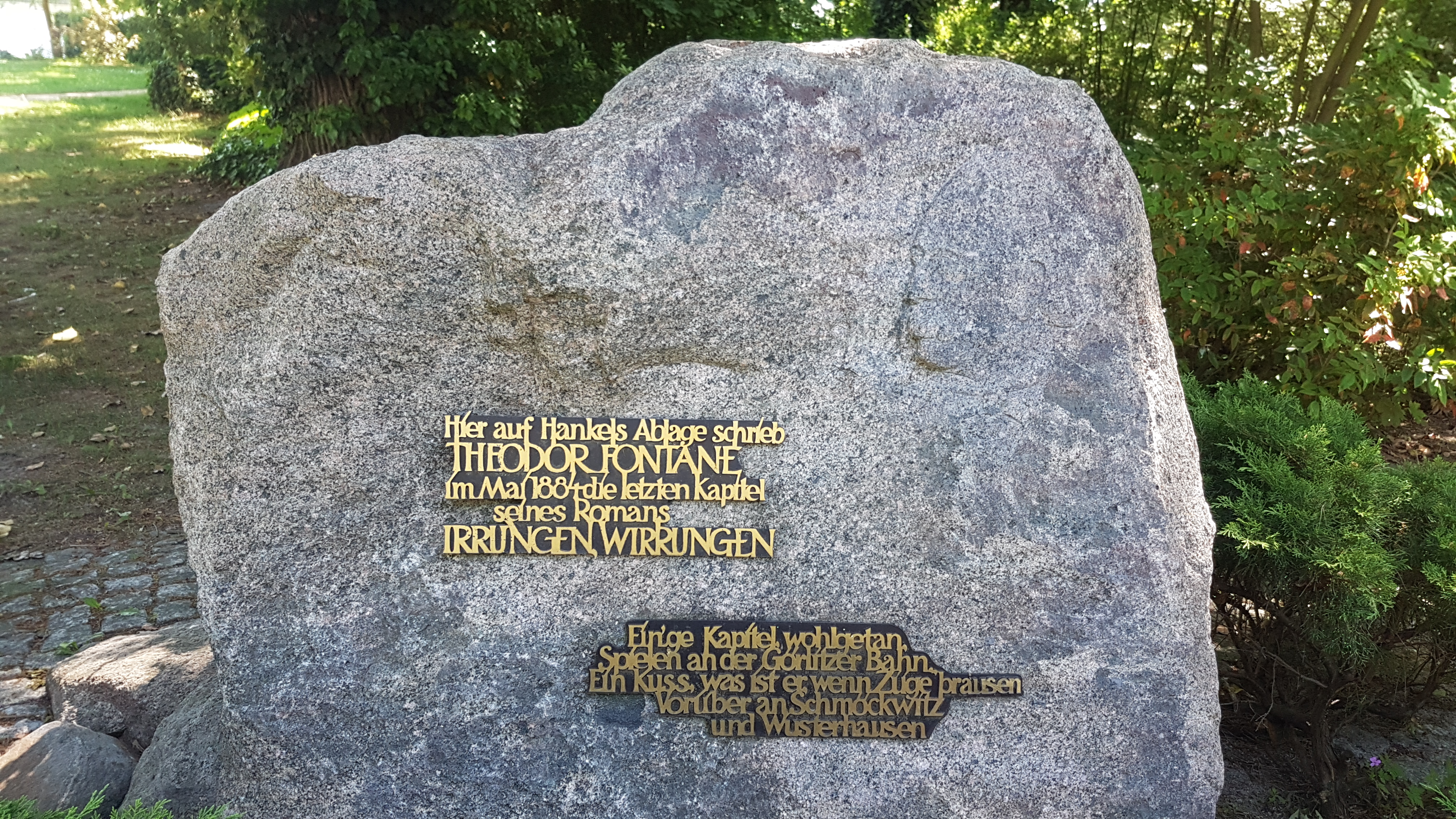
Gedenkstein an Theodor Fontane auf dem Fontaneplatz in Zeuthen

Neben der Szene in Irrungen, Wirrungen ist auch eine kurze Erwähnung von Hankels Ablage in Fontanes Roman Stine zu finden. In beiden Fällen dient die Kulisse dazu, die weiblichen Hauptpersonen als – im positiven Sinne – einfach und naturverbunden zu schildern und sie in Kontrast zu den oberflächlichen Damen zu stellen, mit denen die männlichen Protagonisten in konventioneller Weise eine Verbindung eingehen sollen.
Die Nachkommen der Familie Hankel sind bis heute in Zeuthen am See ansässig.